# Cédric Coutouly
Cédric Coutouly (* 16. Januar 1980 in Albi) ist ein französischer Radrennfahrer.

## Karriere
Cédric Coutouly fuhr von 2001 bis 2003 für die Espoirs von Crédit Agricole. 2004 konnte er die Gesamtwertung der Tour du Tarn-et Garonne für sich entscheiden. 2005 wurde er dann Profi bei dem französischen Professional Continental Team Agritubel-Loudun. Mit der Tour de France 2006 bestritt er seine einzige Grand Tour, bei der er 134. der Gesamtwertung wurde. Nach Ablauf der Saison 2010 beendete er seine internationale Karriere.

## Erfolge
2004
- Tour du Tarn-et-Garonne

2009
- Mannschaftszeitfahren Tour Alsace

2010
- Mannschaftszeitfahren Tour Alsace

## Teams
- 2005 Agritubel-Loudun
- 2006 Agritubel
- 2007 Agritubel
- 2008 Agritubel
- 2009 Besson Chaussures-Sojasun
- 2010 Saur-Sojasun